# 224E busz (Budapest)
A budapesti 224E jelzésű autóbusz a Boráros tér és a Szentlőrinci úti lakótelep között közlekedik zónázó gyorsjáratként, kizárólag a munkanapi csúcsidőszakokban. A viszonylatot a Budapesti Közlekedési Zrt. üzemelteti.

## Története
2019 áprilisában – az M3-as metróvonal Kőbánya-Kispest–Nagyvárad tér szakaszának lezárásával – a BKV Zrt. átalakította a dél-pesti buszhálózatot, a 23E buszjárat útvonalát az Ady Endre utcáig rövidítette, a kieső pesterzsébeti szakaszon pedig 223M jelzéssel új, tehermentesítő-zónázó jellegű autóbuszjáratot indított a Szentlőrinci úti lakótelep és a Boráros tér között. Az autóbuszjárat a 123A busszal azonos útvonalon haladt az Ady Endre térig, innen a 23-as buszjárattal párhuzamosan közlekedett, azonban nem érintette a Szent Erzsébet teret és Pesterzsébet felső után csak a Közvágóhíd, Haller utca / Soroksári út és a Boráros tér megállóhelyeken állt meg.
2020. május 4-étől 8-áig 7 és 9 óra, illetve 13 és 14 óra között ideiglenesen megállt a Kén utcánál is a Jaschik Álmos Művészeti Szakgimnázium könnyebb megközelítése miatt.
2023. március 6-ától a továbbiakban 224E jelzéssel közlekedik.

## Útvonala
| Szentlőrinci úti lakótelep felé |
| Boráros tér H vá. – Boráros tér – Soroksári út – Helsinki út – Topánka utca – Szent Erzsébet tér – Kossuth Lajos utca – Tátra tér – Jókai Mór utca – Lázár utca – Ady Endre tér – Wesselényi utca – Orsolya utca – Pacsirta utca – Virág Benedek utca – Köves út – Újtelep út – Szent László utca – Buszforduló utca – Szentlőrinci úti lakótelep vá.                   |
| Boráros tér felé |
| Szentlőrinci úti lakótelep vá. – Fatimai utca – Szent László utca – Újtelep út – Köves út – Virág Benedek utca – Ábrahám Géza utca – Eperjes utca – Wesselényi utca – Ady Endre tér – Lázár utca – Jókai Mór utca – Tátra tér – Kossuth Lajos utca – Szent Imre herceg utca – Ferenc utca – Topánka utca – Helsinki út – Soroksári út – Boráros tér – Boráros tér H vá. |

## Megállóhelyei
Az átszállási kapcsolatok között az azonos útvonalon, de sűrűbb megállókiosztással közlekedő 224-es busz nincs feltüntetve.
| 0                                                                                | Boráros tér H végállomás              | 36 | 2, 2B, 4, 6, 23 15, 54, 55, 212, 212A, 212B, 223E, 255E                                           | HÉV-állomás, autóbusz-állomás, Petőfi híd, Ibis Styles Budapest City Hotel, Duna Ház Bevásárlóközpont                   |
| 1                                                                                | Haller utca / Soroksári út            | 35 | 2, 2B, 23, 24 54, 55, 223E, 255E                                                                  | Zwack Unicum Múzeum és Látogatóközpont, Dandár Gyógyfürdő, NAV Központi ügyfélszolgálat, Millenniumi Kulturális Központ |
| 3                                                                                | Közvágóhíd H                          | 31 | 1, 2, 24 54, 55, 179, 223E, 255E                                                                  | HÉV-állomás, OBI áruház, Budapest Park, Rákóczi híd, Tesco áruház                                                       |
| 9                                                                                | Pesterzsébet felső H                  | 22 | 66, 66B 626, 627, 628, 629, 630, 631, 632, 635, 636, 650, 653, 654, 655, 659, 660, 661 1080, 1110 | HÉV-állomás, Gubacsi úti lakótelep                                                                                      |
| 12                                                                               | Pesterzsébet, Baross utca             | 20 | 35, 36, 66E, 119, 148, 151, 166                                                                   | Gubacsi híd |
| 13                                                                               | Pesterzsébet, városközpont            | 19 | 35, 66, 66B, 66E, 119, 148, 166, 223E                                                             | Pesterzsébeti Polgármesteri Hivatal, INTERSPAR áruház, McDonald’s étterem, Centrum Áruház, Penny Market                 |
| 15                                                                               | Ady Endre utca (Topánka utca)         | 18 | 2B, 51, 52 35, 66, 66B, 119, 148, 166, 223E                                                       | MOL benzinkút, Gaál Imre Galéria                                                                                        |
| 17                                                                               | Tátra tér                             | 15 | 2B, 51, 52 66, 66B, 148                                                                           | Tátra téri Piac és Vásárcsarnok, Tátra Téri Általános Iskola, Tátra téri lakótelep                                      |
| 20                                                                               | Lázár utca / Nagysándor József utca   | 12 | 2B, 51, 52 151                                                                                    | |
| 21                                                                               | Mézes utca                            | 11 |                                                                                                   | Lázár Vilmos Általános Iskola                                                                                           |
| 21                                                                               | Magyar utca / Lázár utca              | 10 |                                                                                                   | Bácska téri rendelőintézet                                                                                              |
| Munkanapokon reggel csonkamenetek indulnak a buszvégállomásról Boráros tér felé. |                                       |    |                                                                                                   | |
| ∫                                                                                | Ady Endre tér induló végállomás       | *  |                                                                                                   | |
| 23                                                                               | Ady Endre tér                         | 9  | 99, 123, 123A                                                                                     | |
| 23                                                                               | Wesselényi utca / Eperjes utca        | 8  | 123, 123A                                                                                         | |
| 24                                                                               | Szalárdi Mór utca                     | ∫  | 123, 123A                                                                                         | |
| 24                                                                               | Pacsirta utca                         | ∫  | 123, 123A                                                                                         | |
| ∫                                                                                | Eperjes utca                          | 7  | 123, 123A                                                                                         | |
| 26                                                                               | Előd utca                             | 5  | 35, 123, 123A                                                                                     | |
| 27                                                                               | Jahn Ferenc Kórház                    | 4  | 35, 36, 123, 123A, 135                                                                            | Jahn Ferenc Kórház |
| 28                                                                               | Mesgye utca                           | 2  | 35, 36, 123, 123A, 135                                                                            | |
| ∫                                                                                | Maros utca                            | 2  | 35, 123, 123A, 135                                                                                | |
| 29                                                                               | Dinnyehegyi út                        | 1  | 35, 123, 123A, 135                                                                                | |
| 30                                                                               | Szent László utca / Újtelep út        | 0  | 35, 123, 123A, 135                                                                                | |
| 30                                                                               | Szentlőrinci úti lakótelep végállomás | 0  | 35, 123, 123A                                                                                     | Szentlőrinci úti lakótelep                                                                                              |